# Honoríficos tailandeses
Los honoríficos son una clase de palabras o morfemas gramaticales que codifican una amplia variedad de relaciones sociales entre interlocutores o entre interlocutores y referentes.Los fenómenos honoríficos en tailandés incluyen registros honoríficos, pronominales honoríficos y partículas honoríficas.

## Desarrollo histórico
Los honoríficos tailandeses se remontan al Reino de Sukhothai, un período que duró desde 1238 hasta 1420 ECDurante el período de Sukhothai, los honoríficos aparecieron en forma de términos de parentesco.El período Sukhothai también vio la introducción de muchos préstamos jemeres y pali al tailandés. Más tarde, en el Reino de Ayutthaya (1351 a 1767 d. C.), evolucionó una nueva forma de discurso honorífico. Si bien se siguieron utilizando términos de parentesco, un vocabulario real conocido como " raja-sap " ( en tailandés: ราชาศัพท์  </link> ; RTGS : Rachasap ) surgió.El Raja-sap, un registro honorífico, se creó como una forma para que tanto los plebeyos como los aristócratas hablaran con el rey de Tailandia y sobre él. Poco después de su creación, el uso del vocabulario real se amplió para dirigirse a todos los miembros de la familia real, así como a los aristócratas. Al mismo tiempo surgió un vocabulario clerical utilizado para hablar con o sobre los monjes, muy similar al raja-sap. Con el desarrollo de los vocabularios reales y clericales, los medios para el discurso honorífico aumentaron significativamente. El período de Bangkok, desde 1782 hasta el presente, vio una expansión aún mayor del raja-sap al convertirse en la forma formal o educada de dirigirse a todos los pueblos o temas. Específicamente, los elementos léxicos de los registros honoríficos reemplazaron a los pronombres tailandeses nativos, lo que resultó en un conjunto completamente nuevo de formas pronominales. Los términos de parentesco continuaron utilizándose como honoríficos y también surgió un nuevo tipo de honorífico: las partículas de cortesía.

## Registros honoríficos
Las raíces de los registros honoríficos tailandeses se encuentran en préstamos jemer y jemero-índico (palabras pali o sánscritas tomadas prestadas primero al jemer y luego del jemer al tailandés).Las palabras jemer y jemero-índica fueron originalmente tomadas prestadas al tailandés por una clase alta tailandesa educada, específicamente reyes y monjes, para hablar sobre el budismo . Cuando surgió la necesidad de registros honoríficos, el pueblo tailandés volvió a recurrir a los jemeres. Tomando prestado en gran medida del jemer, los tailandeses construyeron un vocabulario real, un amplio léxico de palabras jemeres y jemer-índicas, apropiado para dirigirse a la monarquía. Al mismo tiempo, surgió un vocabulario clerical, mucho más reducido pero similar en función y origen al vocabulario real. El vocabulario clerical, compuesto también principalmente de préstamos del jemer, permitía a la gente común comunicarse con los monjes y sobre ellos. Los elementos léxicos del tailandés estándar, el vocabulario real y el vocabulario clerical se muestran uno al lado del otro en la siguiente tabla:
| brillo español | Tailandés estándar | Vocabulario clerical | Vocabulario real           |
| -------------- | ------------------ | -------------------- | -------------------------- |
| 'mano'         | mɯː (มือ)           | mɯː (มือ)             | pʰrá-hàt (พระหัตถ์)          |
| 'casa'         | bâːn (บ้าน)         | kù-tì (กุฎิ)           | wāŋ (วัง)                   |
| 'madre'        | mɛ̂ː (แม่)           | jōːm-mɛ̂ː (โยมแม่)     | pʰrá-tɕʰōn-ná-nīː (พระชนนี) |
| 'dar'          | hâj (ให้)           | tʰà-wǎːj (ถวาย)      | tʰà-wǎːj (ถวาย)            |
| 'hablar'       | pʰûːt (พูด)         | pʰûːt (พูด)           | tràt (ตรัส)                 |
| 'dormir'       | nɔːn (นอน)         | tɕām-wàt (จำวัด)      | bān-tʰōm (บรรทม)           |

## Pronominales honoríficos

### Pronombres personales
Los pronombres personales son las formas pronominales más numerosas y complejas en tailandés. Los pronombres personales pueden hacer las siguientes distinciones semánticas : 
1. Número : singular, plural, ambiguo
2. Persona : primera persona, segunda persona, tercera persona, ambivalente
3. Género
  1. Las distinciones primarias son distinciones de género que son inherentes a los pronombres: masculino, femenino.
  2. Las distinciones secundarias son distinciones de género que dependen de la presencia o ausencia de otras características semánticas como el estatus, la intimidad o la falta de restricciones: orientación masculina, orientación femenina, orientación neutral.
4. Edad: absoluta, relativa
5. Relación hablante-destinatario-referente
  1. Distinciones primarias
    1. Estado: el estado del hablante en relación con un destinatario o referente. El estatus puede ser determinado por la edad relativa (los ancianos tienen un estatus más alto), el rango (rey>realeza>monjes>gobierno y militares>profesionales>cuello blanco>cuello azul) o la falta de intimidad (los extraños son tratados al menos como iguales).
    2. Intimidad: el tipo y grado de asociación estrecha, día a día.
    3. Sin restricciones

  2. Distinciones secundarias
    1. Deferencia
    2. Cortesía
    3. Asertividad

### Términos de parentesco
Los términos de parentesco se utilizan de forma pronominal para elevar o demostrar solidaridad con un destinatario. Dirigirse a un oyente como pariente es, en efecto, conferirle el mismo estatus que el pariente antes mencionado. Generalmente, los términos de parentesco contienen significados tanto literales como desplazados. Los términos de parentesco se consideran literales en los casos de parentesco consanguíneo, parentesco afín y teknonimia . Se consideran desplazados cuando se usan con personas similares: amigos íntimos de parientes o parientes de amigos íntimos. Cuando se utilizan términos de parentesco, la edad es fundamental. Los hablantes deben estimar la edad de un destinatario para determinar su generación y elegir un término de parentesco apropiado. Los términos de parentesco comúnmente utilizados como pronominales honoríficos se resumen en la siguiente tabla.
| brillo español                                      | tailandés    |
| --------------------------------------------------- | ------------ |
| 'padre'                                             | พ่อ /pʰɔ̂ː/    |
| 'madre'                                             | แม่ /mɛ̂ː/     |
| 'hermano/hermana mayor'                             | พี่ /pʰîː/     |
| 'hermano/hermana menor'                             | น้อง /nɔ́ːŋ/   |
| 'niño'                                              | ลูก /lûːk/    |
| 'nieto/sobrina/sobrino'                             | หลาน /lǎːn/  |
| 'Bisnieto'                                          | เหลน /lěːn/  |
| 'tataranieto'                                       | ลื่อ /lɯ̂ː/     |
| 'tío (hermano mayor de la madre/padre)'             | ลุง /lūŋ/     |
| 'tía (hermana mayor de madre/padre)'                | ป้า /pâː/     |
| 'tía/tío (hermano/hermana/primo menor de la madre)' | น้า /náː/     |
| 'tía/tío (hermano/hermana/primo menor del padre)'   | อา /ʔāː/     |
| 'abuelo (padre del padre)'                          | ปู่ /pùː/      |
| 'abuela (madre del padre)'                          | ย่า /jâː/     |
| 'abuelo (padre de la madre)'                        | ตา /tāː/     |
| 'abuela (madre de la madre)'                        | ยาย /jāːj/   |
| 'bisabuelo'                                         | ทวด /tʰûa̯t/  |
| 'tatarabuelo'                                       | เทียด /tʰîa̯t/ |

Los hablantes pueden demostrar respeto adicional agregando el título cortés khun (คุณ) antes de cualquier término de parentesco. Los términos de parentesco suelen ir seguidos de nombres personales o apodos.

### Términos de estado
Los términos de estatus denotan referentes en términos de ocupación o estatus. Si bien algunos términos de estatus se utilizan como pronombres de primera, segunda o tercera persona, otros están restringidos únicamente a la segunda y tercera persona. Muchos términos de estatus pronominales van precedidos de títulos. Los términos de estado también se pueden utilizar como títulos antes de los nombres de pila. En la siguiente tabla se presentan algunos términos de estatus utilizados frecuentemente como pronominales : 
| tailandés                               | brillo español                                           |
| --------------------------------------- | -------------------------------------------------------- |
| อาจารย์ ʔāːtɕāːn                         | 'maestro profesor'                                       |
| ครู kʰrūː                                | 'maestro'                                                |
| หมอ mɔ̌ː                                 | 'doctor'                                                 |
| พยาบาล pʰájābāːn                        | 'enfermero'                                              |
| กระเป๋า kràpǎw                           | 'recolector de pasajes de autobús' (cartera de bolsillo) |
| สามล้อ sǎːmlɔ́ː                           | 'conductor de bicitaxi' (triciclo)                       |
| แท็กซี่ tʰɛ́ksîː                            | 'taxista' (taxi)                                         |
| ตุ๊ก ตุ๊ก túk túk                           | 'conductor de bicitaxi motorizado'                       |
| ท่านทูต tʰân tʰûːt                        | 'Señor/Señora Embajadora'                                |
| ท่านอธิบดี tʰân àtʰíbɔdīː                  | 'Señor/Señora directora general'                         |
| ท่านอธิการ tʰân àtʰíkāːn                  | 'Mister/Madame Rector' (de la universidad)               |
| ท่านรัฐมนตรี tʰân ráttʰamōntrīː            | 'Señor/Señora Ministra' (de Estado)                      |
| ท่านนายกรัฐมนตรี tʰân nāːjók ráttʰamōntrīː | 'Señor/Señora primera ministra'                          |

### Nombres
En tailandés, el nombre completo de una persona consta de un nombre de pila seguido de un apellido o apellido. Además, la mayoría de las personas tienen un apodo. Como pronominales, los nombres de pila se utilizan con mayor frecuencia en forma de segunda persona. Los nombres de pila suelen ir precedidos por el título de cortesía khun cuando se dirigen a amigos o conocidos. Los nombres de pila a veces se truncan para transmitir una leve informalidad. Los apodos, al igual que los nombres de pila, se utilizan con mayor frecuencia en segunda persona. Generalmente no aceptan títulos. Los apodos son una forma amigable y afectuosa de mostrar intimidad entre interlocutores.

## Partículas honoríficas
Se añaden partículas honoríficas al final de un enunciado o cláusula para mostrar respeto al destinatario. Las partículas honoríficas pueden exhibir las siguientes distinciones semánticas:
1. Sexo: masculino, femenino, neutro.
2. Estado: superior, igual, inferior
3. Estado de ánimo social: un continuo que va desde lo formal en un extremo hasta lo extremadamente íntimo en el otro
4. Fuerza ilocucionaria : afirmativa, imperativa, interrogativa.

Las partículas de cortesía no se utilizan junto con registros honoríficos ni en el lenguaje escrito. Las partículas educadas de uso común  se resumen en la siguiente tabla.
| tailandés | Sexo      | Estado del destinatario | Estado de ánimo social | fuerza ilocucionaria                |
| --------- | --------- | ----------------------- | ---------------------- | ----------------------------------- |
| ครับ khráp | masculino | igual/superior          | formal                 | afirmativo/imperativo/interrogativo |
| ค่ะ khà    | femenino  | igual/superior          | formal                 | afirmativo/imperativo               |
| คะ khá    | femenino  | igual/superior          | formal                 | interrogativo                       |

## Títulos honoríficos

### Thanphuying y khunying
Thanphuying ( ท่านผู้หญิง</link> ) y khunying ( คุณหญิง</link> ) eran originalmente títulos para esposas de nobles de rango chaophraya y phraya, respectivamente. Hoy en día se utilizan como títulos para mujeres casadas que reciben la Orden de Chula Chom Klao . Aquellos con rango de Dama Gran Comandante y superiores usan el título thanphuying, mientras que otros usan khunying . Los destinatarios solteros utilizan el título khun, que es la misma palabra que § Khun (título de cortesía) a continuación.

### Khun (título de cortesía)
Khun ( คุณ</link> ), un título de cortesía pronunciado con un tono medio, no debe confundirse con el título noble de khun ( ขุน</link> , pronunciado en tono ascendente). Hoy en día, esta palabra se usa de manera informal para dirigirse cortésmente a casi cualquier persona.